# Massiccio del Garlaban
Il massiccio del Garlaban è un piccolo massiccio montuoso che si estende a nord della città e della pianura di Aubagne. La cima più alta è rappresentata dalla vetta della Butte des Pinsots, che raggiunge i 731 m di quota. Insieme al massiccio dell'Étoile, forma una piccola catena costiera calcarea della Bassa Provenza, nel dipartimento Bocche del Rodano. Prende il nome da una delle sue vette maggiori, il Garlaban (719 m), che risulta di maggiore visibilità rispetto alla Butte des Pinsots in quanto il primo copre la vista della seconda.
Fanno parte del massiccio anche la Tête Rouge (di colore ocra dato dalla bauxite) ed il Taoumé (dove si trova la grotta del Grosibou, resa celebre dai romanzi La gloria di mio padre e Il castello di mia madre di Marcel Pagnol).